# Ясенівці
Ясені́вці  — село в Україні, у Золочівській міській громаді Золочівського району Львівської області. Населення становить 1611 осіб.

## Історія
Село засноване у 1473 році.
12 червня 2020 року, відповідно до розпорядження Кабінету Міністрів України, село увійшло до складу Золочівської міської громади.

## Населення

### Мова
Розподіл населення за рідною мовою за даними перепису 2001 року:
| Мова       | Кількість | Відсоток |
| ---------- | --------- | -------- |
| українська | 1602      | 99.44%   |
| російська  | 8         | 0.50%    |
| білоруська | 1         | 0.06%    |
| Усього     | 1611      | 100%     |

## Пам'ятки
- Церква Преображення Господнього.
- Цвинтар вояків СС Галичина в селі Ляцьке-Червоне — розташований між селами Ясенівці та Галицьке.

## Особистість
- Городецький Євген-Ігор Теодорович (1935—2000) — український вчений.

## Світлини

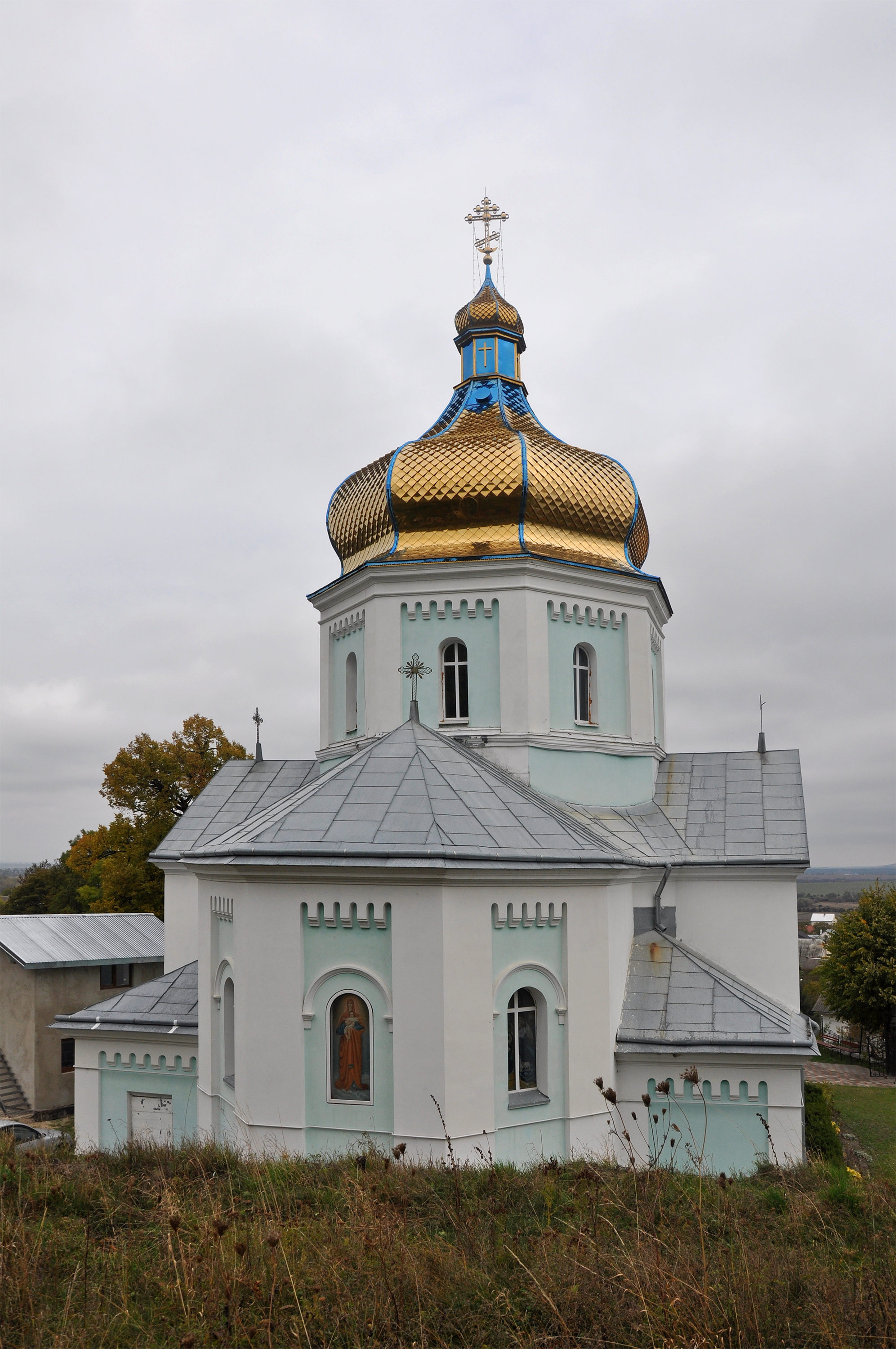
Церква Преображення Господнього
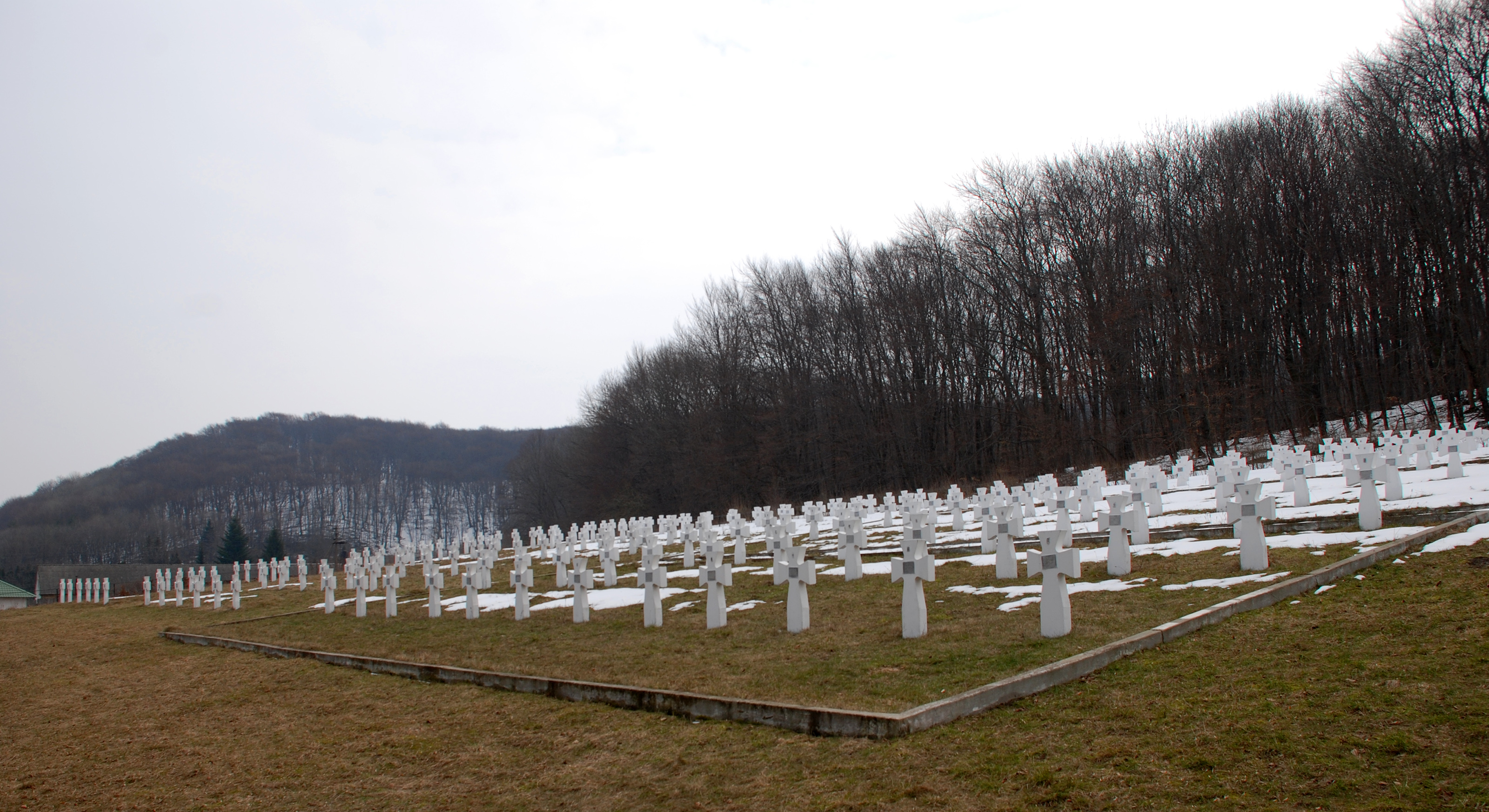
Цвинтар вояків 1-ї УД УНА